# Bothrops pirajai
Espèce
Statut de conservation UICN

 VU A1c : Vulnérable
Bothrops pirajai est une espèce de serpents de la famille des Viperidae. 

## Répartition
Cette espèce est endémique de l’État de Bahia au Brésil.

## Description
L'holotype de Bothrops pirajai, une femelle adulte, mesure 1 130 mm dont 100 mm pour la queue. Cette espèce a la tête uniformément gris noirâtre. Son dos est jaune brunâtre et présente 15 taches en forme de Y inversé de chaque côté avec parfois, entre ces taches, de petites points noirs. Sa queue est entièrement noire sur le dessus. Sa face ventrale est jaunâtre fortement moucheté de brun noirâtre et présentant des taches noirs sur les côtés. C'est un serpent venimeux.

## Étymologie
Son nom d'espèce lui a été donné en l'honneur du professeur Piraja da Silva, directeur de la branche herpétologie à l'Institut Butantan dans l’État de Bahia. Celui a notamment transmis à l'auteur un spécimen vivant de cette espèce en vue de sa détermination.

## Publication originale
- Amaral, 1923 : New genera and species of snakes. Proceedings of the New England Zoological Club, vol. 8, p. 85-105 (texte intégral).